# Wojciech Gorgoń
Wojciech Gorgoń (ur. 7 sierpnia 1963 w Krakowie) – polski piłkarz występujący na pozycji obrońcy oraz sędzia piłkarski. 

## Życiorys
Od 1982 do 1985 roku był zawodnikiem Wisły Kraków. W sezonie 1985/86 reprezentował barwy Zagłębia Sosnowiec. W 1983 roku wraz z reprezentacją Polski do lat 20 wystąpił na młodzieżowych Mistrzostwach Świata. Po zakończeniu kariery osiadł w Austrii, gdzie został sędzią piłkarskim. Jest ojcem Alexandra Gorgonia. 

## Sukcesy

### Polska U-20
- Mistrzostwa Świata U-20

3. miejsce (1): 1983